# ブロンクス・ウォリアーズ/1990年の戦士
ブロンクス・ウォリアーズ/1990年の戦士（1990ねんのせんし、原題：1990: I guerrieri del Bronx）は、1982年のイタリアの映画作品。『マッドマックス2』、『ウォリアーズ』、『ニューヨーク1997』などの映画の要素を含んだSF・アクション映画。テレビ東京では『ブロンクス・ウォーリアーズ』の題で放送された。

## あらすじ
1990年のブロンクスは、多数のギャング団が入り乱れ荒廃した危険な土地と化していた。
そんなブロンクスへ、武器製造会社の跡取り娘アンが逃げ込んできた。彼女は会社の汚い経営方針に嫌気がさしていた。
ギャング団『ライダース』のリーダーであるトラッシュはアンをかくまい、アンとトラッシュが惹かれ合う中、アンの父親は傭兵ハマーを雇って彼女の救出作戦を決行する。
だが、ハマーはアンの救出など毛頭考えておらず、ギャングを殺すことだけが目的だった。ハマーは手始めにライダースのギャングを2人撃ち殺す。ライダース一味のアイスは敵対するギャング団『タイガース』の仕業だと考えるが、トラッシュは何者かの罠だと感づく。
やがてトラッシュはアンの身の上を知るが、アンがローラースケートギャングの『ゾンビーズ』にさらわれてしまった。トラッシュは団結して戦おうと、タイガースのリーダー、オーグルのもとに自ら交渉に出向く。同じ頃、リーダーの座を密かに狙うアイスとハマーが手を組み、ギャング団同士の闘争を起こそうと企んでいた。
オーグルの協力を得たトラッシュはゾンビーズの一味とアイスを倒し、事態は解決したかと思われたその時、ハマーの用意した特殊部隊が総動員され、ギャング団のメンバーが皆殺しにされてアンも死んでしまう。
トラッシュの怒りを買ったハマーはバイクに括り付けられ、引きずり回されて殺されたのだった。

## キャスト
※括弧内は日本語吹替（初回放送1986年11月30日『木曜洋画劇場』）
- アン：ステファニア・ジロラーミ（玉川砂記子）
- トラッシュ：マーク・グレゴリー（小杉十郎太）
- ハマー：ヴィック・モロー（田中信夫）
- ホットドッグ：クリストファー・コネリー（糸博）
- アイス：ジョン・ロフレード（安原義人）
- オーグル：フレッド・ウィリアムソン（筈見純）
- ゴーレム：ジョージ・イーストマン（石塚運昇）
- ウィッチ：エリザベッタ・デシー
- ポール：ロッコ・レロ
- アイアンマンのリーダー：カーラ・ブレイト
- テッド・フィッシャー：エンニオ・ジロラミ
- 副社長：エンツォ・G・カステラーリ
- ヘアマン：マット・マリノフスキー

## 製作
エンツォ・G・カステラーリとファブリツィオ・デ・アンジェリスのコンビは、同時期に本作と同じコンセプトのアクション映画を2作製作した。そのうちの1本『ブロンクスからの脱出』は本作の続編である。